# Xanthosoma brasiliense
Xanthosoma brasiliense är en kallaväxtart som först beskrevs av René Louiche Desfontaines, och fick sitt nu gällande namn av Adolf Engler. Xanthosoma brasiliense ingår i släktet Xanthosoma och familjen kallaväxter. Inga underarter finns listade.